# Los Toros Band
Los Toros Band ist eine Merengue-Gruppe aus der Dominikanischen Republik.
Ihre Bekanntheit beschränkt sich fast nur auf Lateinamerika. Hier jedoch ist die Band besonders bekannt durch die beiden Lieder „El Nigrito del Batey“ (Spanisch: Der Neger von Batey), welches unter den Dominikanern als die inoffizielle Nationalhymne der Dominikanischen Republik gilt und „Leña“, das bei jedem Heimspiel der Baseballmannschaft von Santo Domingo, den Águilas (Span.: Die Adler), gespielt wird.

## Diskografie
- 1994:

Se Saltaron
- 1995:

Romanticamente
- 1996:

El Mambo Del Toro
Meremmuuu!
- 1997:

Raices
- 1998:

Merengue y May
Mi Historia
A Pasito Lento
- 1999:

Serie Millenium 21
¡Y No Hay Problema!
Solo Bachata
- 2000:

Serie Sensacional
- 2007:

En Navidad